# Rang einer abelschen Gruppe
Der Rang einer abelschen Gruppe ist ein Begriff aus dem mathematischen Teilgebiet der Algebra. Er ist ein Maß für die Größe einer abelschen Gruppe.

## Definition
Für eine abelsche Gruppe {\displaystyle G} stimmen die folgenden Zahlen überein:
- die Kardinalität einer maximalen {\displaystyle \mathbb {Z} }-linear unabhängigen Teilmenge[1]
- die Dimension des {\displaystyle \mathbb {Q} }-Vektorraums {\displaystyle G\otimes \mathbb {Q} } (siehe Tensorprodukt).

Diese Zahl heißt Rang von {\displaystyle G}.

## Beispiele und Eigenschaften
- Der Rang von {\displaystyle \mathbb {Z} ^{n}} für eine natürliche Zahl {\displaystyle n} ist gleich {\displaystyle n}; allgemeiner ist der Rang der freien abelschen Gruppe {\displaystyle \mathbb {Z} ^{(I)}} auf einer Menge {\displaystyle I} gleich der Kardinalität von {\displaystyle I}.
- Die Gruppe {\displaystyle \mathbb {Q} ^{n}} hat Rang n.
- Eine abelsche Gruppe ist genau dann eine Torsionsgruppe, wenn ihr Rang 0 ist.
- Der Rang ist additiv auf kurzen exakten Sequenzen: Ist

{\displaystyle 0\longrightarrow G'\longrightarrow G\longrightarrow G''\longrightarrow 0}
eine exakte Sequenz abelscher Gruppen, so ist der Rang von {\displaystyle G} gleich der Summe der Ränge von {\displaystyle G'} und {\displaystyle G''}.